# صمام متردد

رمز الصمام المتردد

الصمام المتردد (بالإنجليزية: Shuttle valve) هو نوع من الصمامات والتي تسمح للسائل بالتدفق من أحد اتجاهي المصدر. غالباً ما يستخدم الصمام المتردد في تكنولوجيا الغازات المنضغطة (أنظمة النيوماتيك) وأيضاً يمكن استخدامه في أنظمة القيادة الهيدروليكية.

## التركيب والوظيفة
البنية الأساسية للصمام المتردد تكون على شكل أنبوب يحوي على ثلاث بوابات. اثنتين في نهايتي الأنبوب وواحدة في الوسط. تربط البوابة المتوسطة مع الحمل. في حين تتواجد كرة أو أي سادة هيدروليكية تتحرك بحرية ضمن الأنبوب. عندما يزداد الضغط الهيدروليكي في إحدى البوابتين تتحرك السادة باتجاه البوابة ذات الضغط الأقل لتمنع المائع المتدفق من هذه البوابة بالجريان باتجاه الحمل وسامحة للسائل المتدفق من البوابة ذات الضغط الأعلى بالتدفق إلى الحمل.